# Чепура рудошия
Чепура рудошия (Egretta rufescens) — вид птахів родини чаплевих (Ardeidae).

## Поширення
Вид поширений і гніздиться в Центральній Америці, на Багамах, Антильських островах, на узбережжі Мексиканської затоки (США і Мексика), у Нижній Каліфорнії (Мексика), на півночі Колумбії та Венесуели. Після сезону гніздування птахи розселяються на південь у Карибському басейні та уздовж узбережжя Тихого океану. Мешкає в солоних водах, таких як мангрові болота, озера, лимани та береги океанів.

## Опис
Довжина тіла 68–82 см, розмах крил 116—124 см, вага 450—500 г. Має довгі ноги і шию, довгий рожевий дзьоб з чорною плямою на кінчику. Ноги і ступні синювато-чорні. Чітко вираженого статевого диморфізму немає, але є поліморфізм — є два типи оперення — темне і світле. У темної морфи пір'я на крилах і тулубі синювате, а на голові і шиї — червоне. Дорослий птах світлої морфи має абсолютно біле оперення. Під час шлюбного періоду на голові, шиї та спині виростає довше пір'я.

## Підвиди
- Egretta rufescens rufescens (Gmelin, 1789) — південь США, Карибський басейн, Мексика.
- Egretta rufescens dickeyi (Van Rossem, 1926) — Нижня Каліфорнія (Мексика)